# Malagueña (canción)
La canción «Malagueña» es el sexto movimiento de la Suite Andalucía (1933) compuesta por Ernesto Lecuona (1895-1963), quien también compuso su letra en español. Esta canción se ha adaptado desde entonces a géneros pop, jazz y bandas musicales (militar y de cornetas y tambores) y le han sido compuestas letras en varios idiomas.
Una versión alemana, cantada por Caterina Valente, con la Orquesta de Werner Müller, se hizo muy popular en los Estados Unidos alcanzando la posición 42.ª en la lista de éxitos de la revista musical Cash Box en febrero de 1955. La versión inglesa fue compuesta por Marion Banks. Una versión posterior fue grabada por Connie Francis en 1960, alcanzando la posición 42.ª en la lista de la revista musical Billboard. El arreglo de Bill Holman para la Orquesta Stan Kenton en el disco Adventures in Jazz de 1961 hacía a Malagueña pasar de pieza del flamenco a joya de una fiera big band.
Con el paso de los años, Malagueña ha sido interpretada en numerosas ocasiones por la Banda de la Universidad de Massachusetts Amherst y, como tal, se ha convertido en una de las canciones más identificadas al grupo. La banda de hockey de la Universidad de Minnesota también interpreta el tema tras cada victoria en casa del equipo de hockey masculino. La Banda de Cornetas y Tambores de los Scouts de Madison también interpretan la canción a menudo y ganaron el Campeonato Mundial de la Internacional de Bandas de Percusión con un programa que incluía la pieza. Otras bandas que interpretan la pieza son los Crusaders de Boston, Los Cadets de Allentown, los Caballeros de Hawthorne y los Lancer de Hanover. Una las más destacables interpretaciones de esta pieza en los últimos años se produjo en el musical de Broadway Blast!.
Algunas versiones roqueras han incluido una versión instrumental de Bill Haley & His Comets grabada en Suecia en 1968 que nutrió sus espectáculos en directo en los 60 y 70 llevados a cabo normalmente por el guitarrista Nick Nastos. Una versión instrumental de Ritchie Valens fue lanzada años después de su muerte. Otras versiones instrumentales de estilo surf fueron interpretadas por las bandas The Trashmen en los años 60, y The Bambi Molesters en 2004, al igual que en la parte de un arreglo de Misirlou de Dick Dale, entre otros. La genealogía de este arreglo se desconoce. Otras versiones instrumentales fueron compuestas por Brian Setzer en su álbum Ignition, por Dave Salyer en su álbum Red Hot Guitar y por Buckethead en su álbum From The Coop. Se le atribuye erróneamente una versión a la banda Avenged Sevenfold, quienes en realidad lanzaron una versión de la canción Malagueña salerosa.